# Томоми Огава
Томоми Огава (јап. 小川ともみ, енгл. Ogawa Tomomi), рођена 31. маја, 1990, Префектура Хјого, Јапан, је члан јапанске рок групе Скандал. Томоми свира бас гитару и пружа водеће вокале. Осим што пева и свира Бас Гитару често и пише песме за групу.
Заједно са Мами Сасазаки је дио хип хоп дуо-а "Dobondobondo" који је направљен са Скандаловим синглом "Taiyou Scandalous" док су Рина Сузуки и Харуна Оно направили дуо "Almond Crush".

## Подаци
- Име - Томоми Огава (小川ともみ Ogawa Tomomi)
- Место Рођења - Хјого, Јапан
- Датум Рођења - 31. мај 1990. (34 год.)
- Надимак - Томо
- Висина - 157
- Инструменти - Бас Гитара и водећи вокали